# Traktat ateński

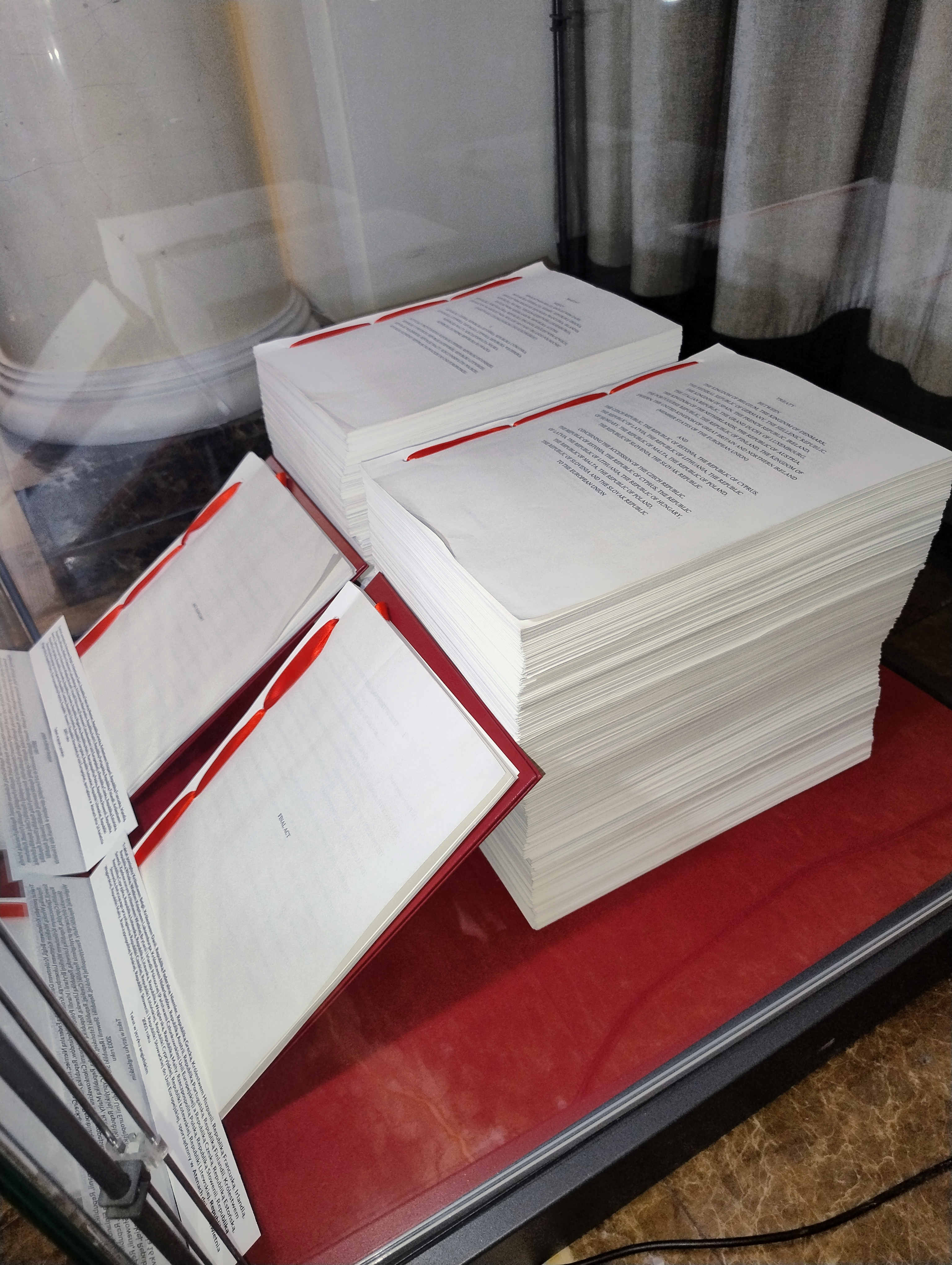
Traktat ateński

Traktat ateński – traktat podpisany 16 kwietnia 2003 r. w Atenach będący prawną podstawą przystąpienia (akcesji) 10 krajów Europy Środkowej i Południowej (Cypru, Czech, Estonii, Litwy, Łotwy, Malty, Polski, Słowacji, Słowenii i Węgier) do Unii Europejskiej.
Akcesja Cypru dotyczy w praktyce tylko południowej części wyspy, ponieważ rozmowy w sprawie przyłączenia Cypru Północnego zakończyły się niepowodzeniem. UE uznaje jednak formalnie jurysdykcję Republiki Cypru nad całą wyspą, nie uznając na arenie międzynarodowej Cypru Północnego.
Treść traktatu jest wynikiem negocjacji zakończonych w Kopenhadze 13 grudnia 2002 roku. 9 kwietnia 2003 r. zgodę na podpisanie traktatu wyraził Parlament Europejski, a 14 kwietnia Rada Unii Europejskiej zaakceptowała wnioski akcesyjne.
We wszystkich krajach mających wstąpić do UE, oprócz Cypru, odbyły się referenda dotyczące zgody społeczeństwa na przystąpienie.

## Treść traktatu ateńskiego
Traktat akcesyjny wraz z załączonymi dokumentami liczy ponad 5000 stron, co czyni zeń prawdopodobnie najobszerniejszą umowę międzynarodową w historii. Jednak sam traktat sensu stricto składa się jedynie z preambuły i trzech artykułów.
Zawierają one następujące stwierdzenia:
- 10 państw kandydujących staje się od 1 maja 2004 r. członkami Unii i stronami traktatów stanowiących jej podstawę;
- traktat wejdzie w życie, jeśli do 30 kwietnia 2004 r. rządowi włoskiemu zostaną złożone dokumenty ratyfikacyjne przez wszystkie państwa członkowskie UE i co najmniej jedno państwo kandydujące; w razie nieratyfikowania traktatu przez jedno lub kilka państw kandydackich wszystkie odniesienia do tych państw zostaną z traktatu usunięte, a do UE przystąpią tylko pozostałe kraje;
- traktat jest sporządzony w 11 dotychczasowych językach oficjalnych UE i 9 językach oficjalnych państw przystępujących, wszystkie wersje językowe są na równi autentyczne.

### Akt przystąpienia
Integralną część traktatu stanowi Akt przystąpienia, zawierający szczegółowe warunki akcesji. Składa się on z 62 artykułów, dołączono do niego też 18 załączników, 9 protokołów oraz teksty traktatu rzymskiego (TWE) i traktatu z Maastricht (TUE) w językach oficjalnych państw przystępujących. Właśnie te załączone dokumenty stanowią najobszerniejszą część traktatu.
Ważniejsze postanowienia aktu:
- nowe państwa członkowskie przyjmują całość dorobku prawnego UE, dorobku Schengen (nie oznacza to jednak natychmiastowego zniesienia kontroli na granicach) i, z chwilą spełnienia wymagań, przystąpią do Unii Gospodarczo-Walutowej;
- nowe państwa członkowskie od dnia przystąpienia otrzymają miejsca w instytucjach wspólnotowych proporcjonalnie do ich liczby ludności; np. Polsce przysługiwać będzie oddelegowanie 54 deputowanych do Parlamentu Europejskiego, osiem głosów przy głosowaniu ważonym w Radzie UE i mianowanie jednego komisarza;
przystąpienie zbiega się z reformą organów wspólnotowych – liczby miejsc i głosów w głównych instytucjach ulegną zmianie wkrótce po akcesji (dla Parlamentu od nowej kadencji w 2004 r., dla Rady UE i Komisji od 1 listopada 2004 r.);
- w roku 2004 nowe państwa członkowskie zapłacą 3/4 przypadającej na nie rocznej składki do budżetu Unii;
- w latach 2004–2006 nowe państwa członkowskie będą otrzymywać z budżetu Unii środki na poprawę płynności budżetowej; dodatkowo Cypr, Czechy, Malta i Słowenia dostaną w tym okresie tymczasowe rekompensaty budżetowe;
- od dnia przystąpienia do końca roku 2006 nowe państwa członkowskie będą otrzymywać pomoc finansową na wprowadzanie prawa wspólnotowego; specjalne środki (instrument finansowy Schengen) w tym okresie zostaną też przekazane na poprawę kontroli granicznej na nowych granicach zewnętrznych UE (nie dotyczy to Cypru, Czech i Malty);
- w przypadku wystąpienia poważnych trudności w jakimkolwiek sektorze gospodarki w nowym państwie członkowskim, państwo to może zwrócić się o zezwolenie na podjęcie środków ochronnych w celu naprawienia sytuacji w tym sektorze; również dotychczasowe państwa członkowskie będące w takiej sytuacji będą mogły się zwrócić o zezwolenie na podjęcie środków ochronnych względem nowych państw członkowskich; prawa te obowiązują do 3 lat po rozszerzeniu.

Sporo kontrowersji w Polsce wywołał artykuł 23 aktu. Niektórzy twierdzili, że pozwala on Unii przed dniem przystąpienia jednostronnie zmienić na niekorzyść Polski przepisy w sferze wspólnej polityki rolnej. Przepis ten (obecny zresztą we wszystkich poprzednich aktach akcesyjnych) jednak ma na celu umożliwienie włączenia krajów przystępujących do nowych instrumentów dofinansowywania rolnictwa wprowadzonych między podpisaniem traktatu a dniem przystąpienia. Zmiany w akcie mogą być dokonane jedynie w wypadku zmiany przepisów wspólnotowych.
Załączniki do aktu odpowiadają poszczególnym obszarom negocjacji oraz państwom kandydackim. Zawierają one przede wszystkim okresy przejściowe, podczas których nowych państw członkowskich nie będą obowiązywały niektóre przepisy prawa wspólnotowego. Polska wynegocjowała 46 takich okresów – najwięcej z wszystkich państw kandydackich.
Niektóre kraje uzyskały też kilka derogacji, czyli trwałych odstępstw od wprowadzenia prawa wspólnotowego. Polska nie wynegocjowała żadnej derogacji.
Natomiast kraje Unii Europejskiej wynegocjowały 2 okresy przejściowe dotyczące Polski:
- państwa członkowskie mogą wprowadzić najwyżej 7-letni okres, podczas którego polskim obywatelom nie będzie przysługiwała pełna swoboda podejmowania pracy w danym kraju; jednak już wiadomo, że żadnych takich ograniczeń nie wprowadzą Holandia, Irlandia, Wielka Brytania, Szwecja i Dania – Polacy będą tam mogli być zatrudniani na takich samych zasadach jak wszyscy obywatele UE od razu po akcesji;
- odstępstwa od wspólnej polityki rolnej – dopłaty bezpośrednie do produkcji rolnej dla nowych państw członkowskich z budżetu Unii będą wynosiły 25% pełnego poziomu w 2004 r., 30% w 2005 r., 35% w 2006 r., 40% w 2007 r. a w kolejnych latach będą wzrastać o 10%. Ponadto Polska wystąpiła o przesunięcie części środków przeznaczonych na rozwój wsi na dopłaty bezpośrednie. Łącznie dopłaty bezpośrednie, uwzględniając ewentualne dopłaty z polskiego budżetu, będą mogły wynosić w roku 2004 – 55%, w roku 2005 – 60%, a w roku 2006 – 65% poziomu dopłat w obecnych państwach członkowskich.

Spośród dziewięciu protokołów Polski dotyczy Protokół nr 8 w sprawie restrukturyzacji polskiego hutnictwa żelaza i stali. Pomoc państwa polskiego dla celów restrukturyzacji hutnictwa żelaza i stali uznana została za zgodną ze wspólnym rynkiem, pod kilkoma warunkami.

### Akt końcowy
Akt końcowy konferencji w Atenach formalnie rzecz biorąc nie stanowi części traktatu, jednak załączone do niego 44 deklaracje mogą mieć wpływ na jego interpretację.
Wśród deklaracji dwie zostały przyjęte wspólnie przez wszystkie 25 państw. Są to: deklaracja Jedna Europa, w której m.in. wspomniano o zamiarze przyjęcia do UE Bułgarii i Rumunii w 2007 roku; oraz Wspólna Deklaracja w sprawie Trybunału Sprawiedliwości Wspólnot Europejskich mówiąca o możliwości zwiększenia liczby rzeczników generalnych TS.
Polska złożyła 3 deklaracje:
- Deklaracja Rzeczypospolitej Polskiej dotycząca konkurencyjności polskiej produkcji niektórych owoców – Polska przewiduje możliwość wystąpienia trudności w tym sektorze i zapowiada możliwość wystąpienia o zastosowanie klauzuli ochronnej;
- Deklaracja Rządu Rzeczypospolitej Polskiej dotycząca moralności publicznej – w rozumieniu rządu polskiego nic w postanowieniach traktatów unijnych nie stanowi dla Polski przeszkody w regulowaniu kwestii o znaczeniu moralnym i odnoszących się do życia ludzkiego;
- Deklaracja Rządu polskiego w sprawie interpretacji odstępstwa od wymagań określonych w dyrektywie 2001/81/WE i dyrektywie 2001/83/WE.